# فرانسيس امروي وارن
هو سياسي أمريكي ينتمي إلى الحزب الجمهوري، ويعد فرانسيس امروي وارن أول حاكم على ولاية وايومنغ الأمريكية بعدما انضمت الولاية إلى الاتحاد الأمريكي. ولد وارن في 20 حزيران - يونيو من سنة 1844 في ولاية ماساشوستس الأمريكية، شارك وارن في الحرب الأهلية الأمريكية في الولاية. تزوج في عام 1871 م من هيلين سميث واستقر الزوجان في شايان. توفيت زوجته هيلين في عام 1902 وتزوج كلارا مورغان. كان وارن عمدة لشايان في سنة 1885، كما كان الحاكم السادس لأقليم وايومنغ (أصبحت وايومنغ ولاية أمريكية في سنة 1890) ما بين عامي 1885 إلى عام 1886، وكما كان وارن آخر حاكم لأقليم وايومنغ ما بين عامي 1889 إلى عام 1890. كان وارن قد أصبح حاكما على ولاية وايومنغ الأمريكية ما بين شهر أيلول من سنة 1890 إلى شهر تشرين الثاني من نفس العام وعضوا في مجلس الشيوخ الأمريكي في فترتين الأولى كانت ما بين عام 1890 إلى عام 1893 والثانية كانت ما بين عام 1895 إلى وفاته.
توفيفرانسيس امروي وارن في 24 تشرين الثاني - نوفمبر من سنة 1929 في العاصمة الأمريكية واشنطن.